# تاکومی هایاما
تاکومی هایاما (انگلیسی: Takumi Hayama؛ زادهٔ ۲۰ مهٔ ۱۹۷۸) بازیکن فوتبال اهل ژاپن است.
از باشگاه‌هایی که در آن بازی کرده‌است می‌توان به باشگاه فوتبال توکیو وردی، و باشگاه فوتبال توکیو وردی، اشاره کرد.